# 夜间列车

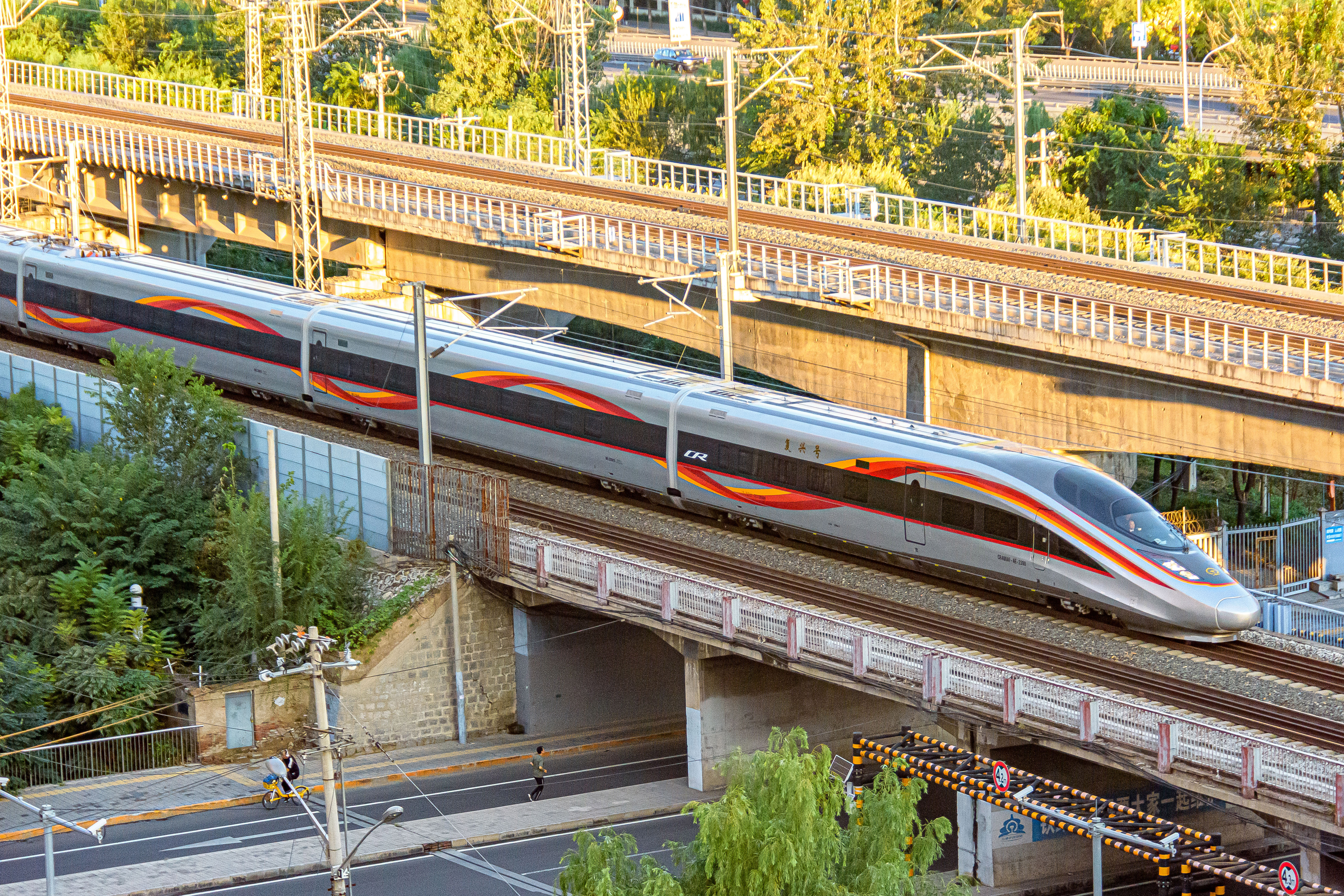
中国国家铁路集团由香港西九龍站开往北京西站的G898次夕发朝至卧铺动车组列车，运行里程逾2400公里

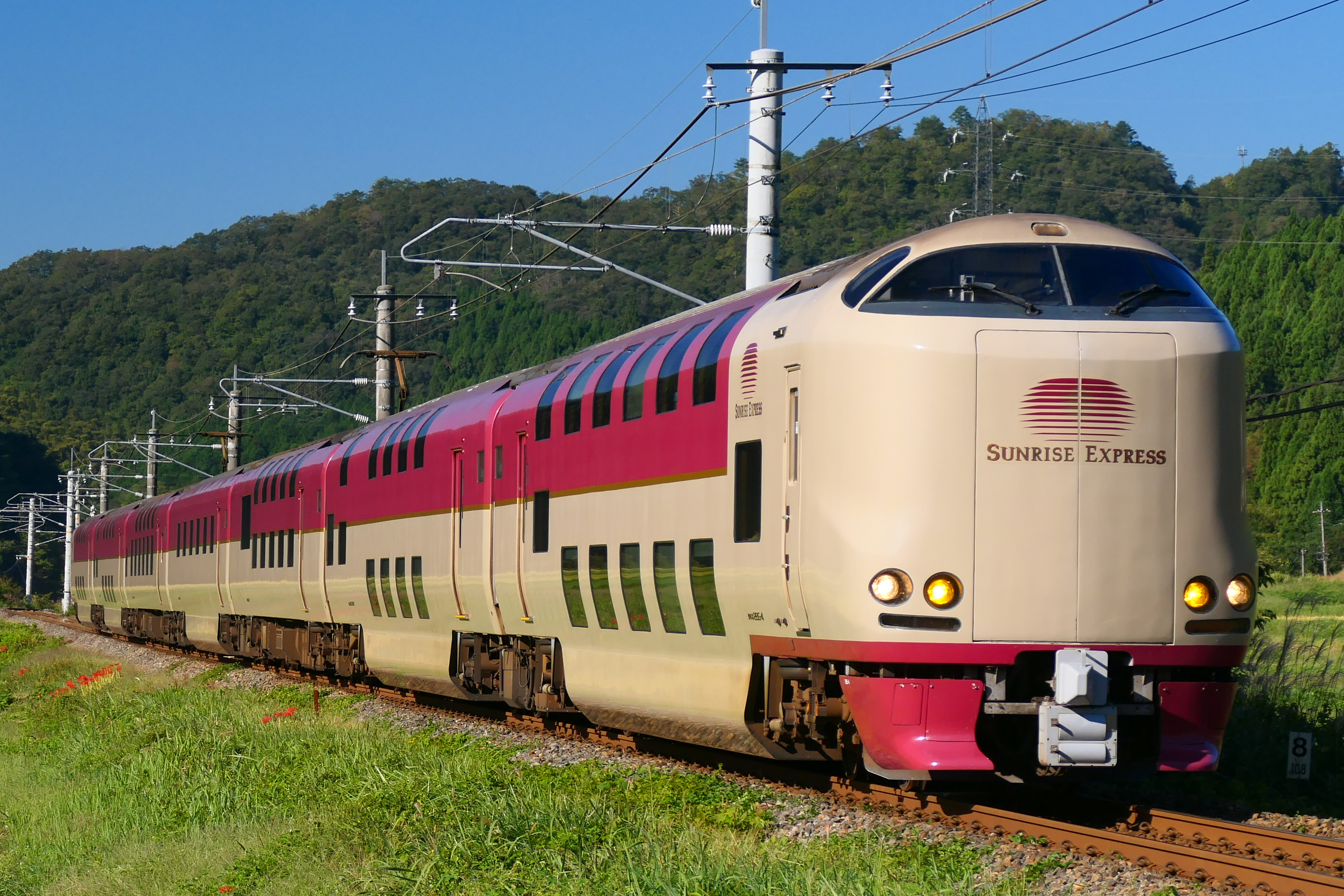
西日本旅客鐵道由東京站开往岛根县出雲市站的Sunrise出雲號夕发朝至列车

夜间列车，或（鐵路的）夜车是指提供夜间客运服务的列车。在长途客运中，它主要在旅客需要通宵跋涉的睡眠时间中运行，这些列车有一部份配有卧铺车厢，部份甚至提供餐車及淋浴等服務。

## 各地的夜車
在欧洲，夜车通常采用联运车厢机制，因此从始发站无须换乘便可抵达多个目的地；
在中国大陸，由于地員辽阔，几乎所有跨铁路局或跨省份的长途列车都会涉及通宵运行，其标准的夕发朝至列车为直达特快列车，但目前也有一部分卧铺动车组列车。
在台灣，鐵路局早年在西部幹線有開行臥舖車，因鐵路電氣化完工後，列車行駛時間縮短，大約於1980年代初停駛，車廂報廢。之後僅開行莒光號、復興號與平快車的夜車，部份班次是橫跨東西部的跨線列車，對於往來東西部的旅客因無需中途換車較為方便。西部幹線因為有國道客運競爭，且司機員不足以及夜間養路等原因，2016年8月28日開出最後一班莒光號夜車之後，西部幹線已完全沒有夜車班次。東部因為沒有全程行駛的公路客運夜車，台鐵曾經每天開行上行及下行各一班莒光號夜車，後來因平日載客率低且司機員人力不足等因素，留下了週五晚上從潮州發車經台北開往台東的666次與週日晚上從台東發車經台北開往潮州的667次，但是這兩個車次在2024年6月26日的火車時刻表改動中被取消，667次停駛、666次改為492次推拉式自強號，起站改為屏東站。目前492次自強號在同年8月30日改點中改為452次新自強號，起站改為樹林車站，為目前臺鐵唯一的深夜列車。
在日本，早年國鐵開行許多夜車班次，但後來因為高速公路路網日漸完善，使巴士業者可大量開行夜間巴士低價吸引旅客、新幹線及航空的普及縮短旅程，和平價商務旅館的普遍設立等諸多因素，使得夜車的搭乘率逐年下降，JR集團陸續停駛多班夜車；目前全日本唯一的正班夜行火車，是併結行駛的Sunrise出雲號-瀨戶號。但為開發頂級客層的旅遊市場，而打造較一般夜車還豪華的臥鋪列車，做為套裝旅遊行程銷售，例如JR九州的九州七星號列車（ななつ星 in 九州）、JR東日本的四季島列車、JR西日本的瑞風列車。2016年為止是正班夜行列車的仙后座號列車（カシオペア），因為也屬於豪華列車，亦以套裝旅遊列車的形式留存至今。